# アンジー・ディキンソン
アンジー・ディキンソン（Angie Dickinson、本名：Angeline Brown、1931年9月30日 - ）は、アメリカ合衆国の女優。ノースダコタ州出身。TVシリーズ「女刑事ペパー」（Police Woman、1974）の主人公ペパー役で知られる。

## 来歴
彼女の両親はドイツ系であり、もともとの苗字はブラウンで、彼女はカソリック教徒として育てられた。また、父は映画館の映写技師で、彼女は子供のころから映画が大好きだったが、父の勤務先の映画館は、火事で焼失してしまった。クールな色気とスレンダーな肢体及び脚線美で1959年、ハワード・ホークス監督の『リオ・ブラボー』で注目された。1960年代、70代の映画では、セクシーな役柄で人気女優となった。バート・バカラックと結婚したが、のちに離婚している。五十歳前の1980年、ブライアン・デ・パルマ監督の美的センスが活かされた『殺しのドレス』で欲求不満の人妻役を演じ、自身も代表作とした。
自身が出演した『オーシャンと十一人の仲間』のリメイク作品でもある『オーシャンズ11』にも出演した。

## 日本での反響
井筒和幸はアンジーの『殺しの分け前/ポイント・ブランク』『ビッグ・バッド・ママ』『殺しのドレス』を絶賛している。
深作欣二はアンジーが出演した、ジョン・ブアマン監督の『殺しの分け前/ポイント・ブランク』（1967年）が好きで同作をイメージし、『暴走パニック 大激突』を監督したと話している。

## 主な出演作品
- リオ・ブラボー Rio Bravo (1959)
- オーシャンと十一人の仲間 Ocean's Eleven (1960)
- 恋愛専科 Rome Adventure (1962)
- 恋するパリジェンヌ The Art of Love (1965)
- 逃亡地帯 The Chase (1966)
- 殺しの分け前/ポイント・ブランク Point Blank (1967)
- レモンのゆううつ Some Kind of a Nut (1969)
- 課外教授 Pretty Maids All in a Row (1971)
- ビッグ・バッド・ママ Big Bad Mama (1974)
- 女刑事ペパー (1974-78 NBC-TV 全4シーズン)
- 殺しのドレス Dressed to Kill (1980)
- デス・ハント Death Hunt (1981)
- ビッグ・バッド・ママ2 Big Bad Mama 2(1987)
- カウガール・ブルース Even Cowgirls Get the Blues (1993)
- サブリナ Sabrina (1995)
- デュエット Duets (2000)
- ペイ・フォワード 可能の王国 Pay It Forward (2000)
- オーシャンズ11 Ocean's Eleven (2001)
- トラブル IN ベガス Elvis Has Left the Building (2004)